# اوست-کاژا
اوست-کاژا (به لاتین: Ust-Kazha) یک منطقهٔ مسکونی در روسیه است که در سرزمین آلتای واقع شده‌است.